# Torneo Apertura 2011 (Guatemala)
El Torneo de Apertura 2011 fue el 25º torneo corto del fútbol guatemalteco que dio inicio a la temporada 2011-2012 de la Liga Nacional de Fútbol de Guatemala.

## Cambios
Los equipos Deportivo Petapa y Deportivo Zacapa ocuparon las plazas dejadas por Universidad de San Carlos y Deportivo Xinabajul.

## Equipos

### Equipos participantes
| Club                                   | Ciudad              | Departamento   | Estadio                            | Capacidad |
| -------------------------------------- | ------------------- | -------------- | ---------------------------------- | --------- |
| Club Social y Deportivo Comunicaciones | Ciudad de Guatemala | Guatemala      | Estadio Cementos Progreso          | 17.000    |
| Club Social y Deportivo Municipal      | Ciudad de Guatemala | Guatemala      | Estadio Mateo Flores               | 30.000    |
| Club Social y Deportivo Suchitepéquez  | Mazatenango         | Suchitepéquez  | Estadio Carlos Salazar Hijo        | 10.000    |
| Deportivo Malacateco                   | Malacatán           | San Marcos     | Estadio Santa Lucía                | 3.000     |
| Deportivo Marquense                    | San Marcos          | San Marcos     | Estadio Marquesa de la Ensenada    | 10.000    |
| Deportivo Mictlán                      | Asunción Mita       | Jutiapa        | Estadio La Asunción                | 8.000     |
| Deportivo Petapa                       | San Miguel Petapa   | Guatemala      | Estadio Julio Armando Cobar        | 7.500     |
| Deportivo Zacapa                       | Zacapa              | Zacapa         | Estadio David Ordóñez Bardales     | 10.000    |
| Heredia Jaguares                       | San José            | Petén          | Estadio Julián Tesucún             | 3.000     |
| Juventud Retalteca                     | Retalhuleu          | Retalhuleu     | Estadio Óscar Monterroso Izaguirre | 8.000     |
| Peñarol La Mesilla                     | La Democracia       | Huehuetenango  | Estadio Comunal de la Mesilla      | 10.000    |
| Xelajú Mario Camposeco                 | Quetzaltenango      | Quetzaltenango | Estadio Mario Camposeco            | 11.000    |
|                                        |                     |                |                                    |           |

### Equipos por Departamento
| Departamento                                      | N.º | Equipos                           |
| ------------------------------------------------- | --- | --------------------------------- |
| Guatemala                                         | 3   | Comunicaciones, Municipal, Petapa |
| San Marcos                                        | 2   | Malacateco, Marquense             |
| Huehuetenango                                     | 1   | Peñarol La Mesilla                |
| Jutiapa                                           | 1   | Mictlán                           |
| Petén                                             | 1   | Heredia Jaguares                  |
| Quetzaltenango                                    | 1   | Xelajú                            |
| Archivo:Coat of arms of Retalhuleu.gif Retalhuleu | 1   | Juventud Retalteca                |
| Suchitepéquez                                     | 1   | Suchitepéquez                     |
| Zacapa                                            | 1   | Zacapa                            |

## Clasificación
|  | Pos. | Equipos            | PJ | PG | PE | PP | GF | GC | Dif. | PTS | Clasificación        |
|  | ---- | ------------------ | -- | -- | -- | -- | -- | -- | ---- | --- | -------------------- |
|  | 1º   | Suchitepéquez      | 22 | 14 | 1  | 7  | 34 | 21 | +13  | 43  | Semifinales          |
|  | 2º   | Xelajú MC          | 22 | 11 | 5  | 6  | 30 | 23 | +7   | 38  | Semifinales          |
|  | 3º   | Marquense          | 22 | 9  | 9  | 4  | 31 | 20 | +11  | 36  | Acceso a semifinales |
|  | 4º   | Comunicaciones     | 22 | 8  | 11 | 3  | 27 | 20 | +7   | 35  | Acceso a semifinales |
|  | 5º   | Heredia Jaguares   | 22 | 10 | 5  | 7  | 35 | 30 | +5   | 35  | Acceso a semifinales |
|  | 6º   | Municipal          | 22 | 8  | 10 | 4  | 37 | 22 | +15  | 34  | Acceso a semifinales |
|  | 7º   | Peñarol La Mesilla | 22 | 8  | 7  | 7  | 36 | 31 | +5   | 31  |                      |
|  | 8º   | Malacateco         | 22 | 4  | 10 | 8  | 29 | 42 | -13  | 22  |                      |
|  | 9°   | Zacapa             | 22 | 5  | 6  | 11 | 27 | 43 | -16  | 21  |                      |
|  | 10º  | Juventud Retalteca | 22 | 4  | 8  | 10 | 24 | 33 | -9   | 20  |                      |
|  | 11º  | Mictlán            | 22 | 5  | 5  | 12 | 23 | 39 | -16  | 20  |                      |
|  | 12º  | Petapa             | 22 | 3  | 9  | 10 | 24 | 33 | -9   | 18  |                      |
|  |      |                    |    |    |    |    |    |    |      |     |                      |

## Líderes individuales
Estos fueron los líderes de goleo y porteros menos vencidos.

### Trofeo Juan Carlos Plata
Posiciones Finales
| N.º | Jugador              | Goles | Penales | Equipo                                |
| --- | -------------------- | ----- | ------- | ------------------------------------- |
|     | Henry Hernández      | 17    | 5       | Heredia Jaguares                      |
| 2   | Gonzalo Gutiérrez    | 14    | 1       | Club Social y Deportivo Suchitepéquez |
| 3   | Terencio de Oliveira | 12    | 3       | Deportivo Marquense                   |
| 4   | Fernando Gallo       | 11    | 3       | Deportivo Mictlán                     |

### Trofeo Josue Danny Ortiz
Posiciones Finales
| N.º | Jugador           | Partidos | Goles | Promedio | Equipo                                |
| --- | ----------------- | -------- | ----- | -------- | ------------------------------------- |
|     | Ricardo Jerez     | 19       | 14    | 0.74     | Deportivo Marquense                   |
| 2   | Santiago Morandi  | 22       | 21    | 0.95     | Club Social y Deportivo Suchitepéquez |
| 3   | Luis Pedro Molina | 21.51    | 22    | 1.02     | Xelajú Mario Camposeco                |
| 4   | Jaime Penedo      | 16       | 17    | 1.06     | Club Social y Deportivo Municipal     |

## Fase Final
|  | Clasificación a Semifinales | Clasificación a Semifinales | Clasificación a Semifinales | Clasificación a Semifinales | Clasificación a Semifinales |  |  | Semifinales | Semifinales    | Semifinales | Semifinales | Semifinales |  |  | Final | Final          | Final | Final | Final |
|  |                             |                             |                             |                             |                             |  |  |             |                |             |             |             |  |  |       |                |       |       |       |
|  |                             |                             |                             |                             |                             |  |  | 2           | Xelajú M.C.    | 0           | 0           | 0           |  |  |       |                |       |       |       |
|  | 4                           | Comunicaciones (v)          | 1                           | 0                           | 1                           |  |  | 4           | Comunicaciones | 3           | 3           | 6           |  |  |       |                |       |       |       |
|  | 5                           | Heredia Jaguares            | 1                           | 0                           | 1                           |  |  |             |                |             |             |             |  |  | 4     | Comunicaciones | 0     | 0     | 0     |
|  |                             |                             |                             |                             |                             |  |  |             |                |             |             |             |  |  | 6     | Municipal      | 2     | 2     | 4     |
|  |                             |                             |                             |                             |                             |  |  | 1           | Suchitepéquez  | 1           | 1           | 2           |  |  |       |                |       |       |       |
|  | 3                           | Marquense                   | 0                           | 0                           | 0                           |  |  | 6           | Municipal      | 3           | 0           | 3           |  |  |       |                |       |       |       |
|  | 6                           | Municipal                   | 2                           | 0                           | 2                           |  |  |             |                |             |             |             |  |  |       |                |       |       |       |

|                               |
| Municipal Campeón 29° Título. |
|                               |